# Industriales
Industriales és l'equip que representa la província de l'Havana al beisbol cubà. Se'ls coneix com «Los azules» o «Los leones de la capital». És l'equip més antic dels que participen en la Sèrie Nacional de Beisbol i el que més admiradors i detractors té al país. És considerat per molts especialistes i part de l'afició com l'equip insígnia del beisbol a Cuba.

## Història
Per a molts, Industriales és l'hereu dels històrics Alacranes del Almendares, els quals són molt recordats pels seus èpics duels amb els Leones del Habana. Es creà l'any 1961 quan es van formar els nous equips que intervindrien en el campionat nacional amateur (Sèrie Nacional), amb una etapa classificatòria que en aquest cas serien les Sèries Regionals.
Anomenats així per la forta activitat industrial de la capital, van ser segons en la I Regional darrere de l'equip Habana. Però en la II Regional van acabar al capdavant de la taula per a pujar per primera vegada a la Sèrie Nacional, que el 1963 desenvoluparia la seva segona versió, creant així, una expectativa entre els afeccionats de la capital, ja que la motivació s'havia perdut amb el canvi del beisbol professional a l'amateur.
És el més antic de tots els equips actuals, atès que debutaren en la temporada 1962–1963, en la qual es van emportar el títol per primera vegada. A partir d'aquest moment i fins avui, Industriales va començar el que seria el dolç i amarg somni de la pilota cubana fins a convertir-se en el màxim guanyador de campionats amb onze, quatre d'ells de manera consecutiva. És un equip força polèmic, amb molts seguidors i detractors.
«El León» és el qualificatiu més popular d'Industriales en l'actualitat, àlies que van heretar de l'Habana de la Lliga Professional, tot i que no apareix en el logotip oficial. També se'ls anomena «Los azules», pel seu tradicional color a l'hora de vestir. Hi ha els qui els anomena els «Leones azules de la capital».
L'equip Industriales és el més veterà dels equips cubans, el que més figures ha brindat a l'esport cubà i internacional, figures respectades i representatives del beisbol cubà i mundial, com són Urbano González, Santiago «Changa» Mederos, Pedro Medina, Pedro Chávez, Orlando Hernández, Agustín Marquetti, German Mesa, Juan Padilla, Lázaro Vargas i Javier Méndez, entre d'altres.
Després del triomf de la Revolució de 1959, les lligues professionals van ser substituïdes per les sèries nacionals de pilota. Va ser a partir d'aquesta època que Industriales s'imposà com un dels més importants del país guanyant de forma seguida els campionats de 1962, 1963, 1964 i 1965. També es van proclamar campions durant les sèries de 1973, 1986, 1992, 1996 sota la tutela del mànager Rey Vicente Anglada. Industriales es va coronar campió el 2003, 2004, 2006 i el 2010 amb la direcció de Germán Mesa.
Industriales és el més veterà dels equips de les Nacionals i el que més figures rellevants ha aplegat, és l'únic que ha estat en Selectives, Súper Lligues i Copes Revolució, i el que posseeix el major nombre de seguidors i detractors. El passat i el present el situen al capdavant en resultats històrics, havent estat el més guardonat de tots els equips cubans. Avui Industriales és un dels grans símbols de la pilota cubana, capaç d'atrapar fora de l'illa a milers d'afeccionats al beisbol, així com persones nascudes fora de Cuba.

## Símbols

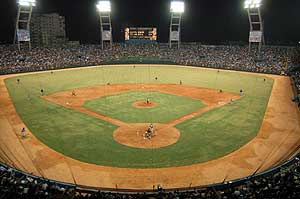
Estadi Latinoamericano de l'Havana

No és possible parlar d'Industriales i els seus símbols sense citar a Armandito «El Tintorero». El seu fan número u, no va faltar a un sol partit al camp de beisbol Latino i amb la veu preparada per animar els pilotaires i dirigir el públic a l'hora d'aplaudir i donar ànims a l'equip. Les seves dites i frases a favor d'Industriales i en contra del rival sempre van contribuir enormement a l'espectacle. Després de la seva defunció el 2004 se'l va homenatjar amb una estàtua de bronze al seient que sempre va ocupar per la part de la tercera base.
Un altre símbol d'Industriales és l'Estadi Llatinoamericà, antic Estadi del Cerro, i el més important del país. Industriales és un dels elencs més populars de l'illa i es crea una relació estadi-equip que aporta moltíssim a l'espectacle esportiu.
Cal destacar que el color blau és un altre símbol d'Industriales, puix que tradició han anat més enllà d'un simple color d'uniforme.

## Uniforme
Des del seu debut han utilitzat el blanc i el blau, amb variacions pel que fa a la tonalitat de blau, així com el seu protagonisme en l'uniforme. Va haver-hi anys on van usar el blau clar en camisa i pantalons, com el 1985-1986.
El blau indi va ser el més usual en la dècada de 1990, excepte en la temporada 1995-1996 quan van intensificar el blau, barrejant-lo amb el vermell per a les lletres i números, en el que pot catalogar-se com un dels dissenys més discrets.
El 2002, després de molts anys amb el blanc com a color protagonista i el blau en un segon pla, Industriales va estrenar un nou disseny lligant el blau amb gris però amb el primer com a color primari. En aquesta mateixa sèrie començaria la seva estabilitat amb els uniformes de visitant, els quals tindrien el blau de Prússia per a la camisa i els pantalons, amb les lletres i números en blanc i negre.
El 2006-2007 van tornar a tenir el blanc de protagonista, amb les mànigues blaves i els números i lletres en negre. La gorra d'Industriales ha estat blava en la immensa majoria de les seves participacions en les Sèries Nacionals.

## Seu
Sempre han tingut com a seu principal l'Estadi Llatinoamericà, que és el més important a l'illa, també conegut com El Coloso del Cerro, o simplement El Latino, on han aconseguit escriure una inigualable història de passió beisbolera. Situat al barri del Cerro, és considerat el terreny de joc més popular i famós al país. Va ser construït l'any 1946. Fins al 1961 es va dir Gran Stadium de l'Havana. Des de 1963 ha estat la casa de l'equip Industriales, formant una inseparable i màgica parella des de llavors.

## Etern rival
Des de començaments del beisbol cubà, Industriales és un dels equips més poderosos de la zona occidental a la vegada que a la zona oriental l'equip més fort és Santiago de Cuba. El xoc entre aquests equips sempre és esperat pels fanàtics. Des que comença el partit i surten els jugadors al camp és un espectacle del qual gaudeix tota l'afició pròpia i aliena des de Pinar del Río fins a Guantánamo. Aquest enfrontament és gairebé sempre denominat com a «xocs de titans» per l'afició cubana.

## Classificació en les Sèries Nacionals
| Sèrie | Any       | Lloc                                            | Balanç                                          | En Play-Off                                     |
| ----- | --------- | ----------------------------------------------- | ----------------------------------------------- | ----------------------------------------------- |
| 1     | 1962      | No va participar                                | No va participar                                | No va participar                                |
| 2     | 1962-1963 | Campió                                          | 16-14                                           |                                                 |
| 3     | 1963-1964 | Campió                                          | 22-13                                           |                                                 |
| 4     | 1964-1965 | Campió                                          | 25-14                                           |                                                 |
| 5     | 1965-1966 | Campió                                          | 40-25                                           |                                                 |
| 6     | 1966-1967 | 2                                               |                                                 |                                                 |
| 7     | 1967-1968 | 2                                               |                                                 |                                                 |
| 8     | 1968-1969 | 2                                               |                                                 |                                                 |
| 9     | 1969-1970 | 4                                               |                                                 |                                                 |
| 10    | 1970-1971 | 4                                               |                                                 |                                                 |
| 11    | 1971-1972 | 3                                               |                                                 |                                                 |
| 12    | 1972-1973 | Campió                                          | 53-25                                           |                                                 |
| 13    | 1973-1974 | 7                                               |                                                 |                                                 |
| 14    | 1974-1975 | Va participar amb el nom d'Agricultors (Campió) | Va participar amb el nom d'Agricultors (Campió) | Va participar amb el nom d'Agricultors (Campió) |
| 15    | 1975-1976 | Va participar amb el nom d'Agricultors (Lloc 6) | Va participar amb el nom d'Agricultors (Lloc 6) | Va participar amb el nom d'Agricultors (Lloc 6) |
| 16    | 1976-1977 | Va participar amb el nom d'Agricultors (Lloc 7) | Va participar amb el nom d'Agricultors (Lloc 7) | Va participar amb el nom d'Agricultors (Lloc 7) |
| 17    | 1977-1978 | 2                                               |                                                 |                                                 |
| 18    | 1978-1979 | 12                                              |                                                 |                                                 |
| 19    | 1979-1980 | 5                                               |                                                 |                                                 |
| 20    | 1980-1981 | 4                                               |                                                 |                                                 |
| 21    | 1981-1982 | 7                                               |                                                 |                                                 |
| 22    | 1982-1983 | 4                                               |                                                 |                                                 |
| 23    | 1983-1984 | 2                                               |                                                 |                                                 |
| 24    | 1984-1985 | 6                                               |                                                 |                                                 |
| 25    | 1985-1986 | Campió                                          | 37-11                                           | 6-0                                             |
| 26    | 1986-1987 | 3                                               |                                                 |                                                 |
| 27    | 1987-1988 | 5                                               |                                                 |                                                 |
| 28    | 1988-1989 | 2                                               |                                                 |                                                 |
| 29    | 1989-1990 | 3                                               |                                                 |                                                 |
| 30    | 1990-1991 | 6                                               |                                                 |                                                 |
| 31    | 1991-1992 | Campió                                          | 36-12                                           | 7-1                                             |
| 32    | 1992-1993 | 3                                               |                                                 |                                                 |
| 33    | 1993-1994 | 2                                               |                                                 |                                                 |
| 34    | 1994-1995 | 8                                               |                                                 |                                                 |
| 35    | 1995-1996 | Campió                                          | 41-22                                           | 8-2                                             |
| 36    | 1996-1997 | 4                                               |                                                 |                                                 |
| 37    | 1997-1998 | 8                                               |                                                 |                                                 |
| 38    | 1998-1999 | 2                                               |                                                 |                                                 |
| 39    | 1999-2000 | 3                                               |                                                 |                                                 |
| 40    | 2000-2001 | 8                                               |                                                 |                                                 |
| 41    | 2001-2002 | 7                                               | 49-41 (2n Grup B)                               | 1-3 (1-3 vs. PRI)                               |
| 42    | 2002-2003 | Campió                                          | 66-23 (1r Grup B)                               | 11-2                                            |
| 43    | 2003-2004 | Campió                                          | 52-38 (2n Grup B)                               | 11-4                                            |
| 44    | 2004-2005 | 5                                               | 59-30 (1r Grup B)                               |                                                 |
| 45    | 2005-2006 | Campió                                          | 56-34 (2n Grup B)                               | 11-8 (3-2 vs. IJV, 4-3 vs. SSP i 4-3 vs. SCU)   |
| 46    | 2006-2007 | 2                                               | 53-36 (1r Grup B)                               | 9-5 (3-1 vs. SSP, 4-0 vs. HAB i 2-4 vs. SCU)    |
| 47    | 2007-2008 | 6                                               | 61-29 (1r Grup B)                               | 0-3 (0-3 vs. SSP)                               |
| 48    | 2008-2009 | 12                                              | 37-53 (3r Grup B)                               |                                                 |
| 49    | 2009-2010 | Campió                                          | 47-43 (4t Zona Occidental)                      | 12-6 (4-1 vs. SSP, 4-2 vs. HAB i 4-3 vs. VCL)   |
| 50    | 2010-2011 | 10                                              | 44-46 (5è Zona Occidental)                      |                                                 |
| 51    | 2011-2012 | 2                                               | 55-41 (2n Zona Occidental)                      | 9-5(4-0 vs. CFG, 4-3 vs. MTZ, 1-4 vs. CAB)      |
| 52    | 2012-2013 | 6                                               | 45-42 (6è) (27-18 1raV, 18-24 2daV)             |                                                 |
| 53    | 2013-2014 | 3                                               | 51-36 (3r) (28-17 1raV, 23-19 2daV)             | 3-4(3-4 vs. PRI))                               |
| 54    | 2014-2015 | 6                                               | 46-41 (6è) (25-20 1raV, 21-21 2daV)             |                                                 |
| 55    | 2015-2016 | 4                                               | 52-35 (3r) (30-15 1raV, 22-20 2daV)             | 0-4(0-4 vs. CAB)                                |
| 56    | 2016-2017 | 10                                              | 21-23 (10è) (21-23 1raV)                        |                                                 |
| 57    | 2017-2018 | 4                                               | 51-39 (3r) (34-11 1raV, 17-28 2daV)             | 3-4(3-4 vs. LTU)                                |

Total de Podis (27):
- Campió 12 vegades
- Subcampió 10 vegades
- Tercer lloc 6 vegades

## MVP
|                                                              | \| Jugadors Més Valuosos d'Industriales en les Sèries Nacionals \| \| \| Any \| Jugador \| \| 1965 \| Urbano González \| \| 1967 \| Pedro Chávez González \| \| 1971 \| Antonio Jiménez Vidal \| \| 1972 \| Agustín Marquetti Moinelo \| \| 1986 \| Lázaro Vargas Álvarez \| \| 1987 \| Javier Méndez González \| \| 1996 \| Jorge Fumero \| \| 2003 \| Javier Méndez González \| \| 2007 \| Alexander Mayeta Kerr \| |
| Jugadors Més Valuosos d'Industriales en les Sèries Nacionals | |
| Any                                                          | Jugador |
| 1965                                                         | Urbano González |
| 1967                                                         | Pedro Chávez González |
| 1971                                                         | Antonio Jiménez Vidal |
| 1972                                                         | Agustín Marquetti Moinelo |
| 1986                                                         | Lázaro Vargas Álvarez |
| 1987                                                         | Javier Méndez González |
| 1996                                                         | Jorge Fumero |
| 2003                                                         | Javier Méndez González |
| 2007                                                         | Alexander Mayeta Kerr |

## Emigrants
Industriales és a més l'equip que més jugadors ha vist emigrar a les grans lligues de beisbol dels Estats Units. Molts d'ells han estat figures destacades en aquelles lligues, guanyant títols i convertint-se en importants figures dins dels seus respectius equips. Aquest grup sense dubtes està liderat per Orlando «El Duque» Hernández, que va guanyar fins a 4 anells de les Sèries Mundials amb els New York Yankees, també Liván Hernández va conquistar un anell amb els Florida Marlins i Rey Ordóñez que sense guanyar cap anell de sèrie, si va destacar en l'aspecte personal, guanyant el premi com a millor torpedero defensiu en més d'una ocasió.